# CVT
CVT, förkortning för "Continuously Variable Transmission", är ett samlingsnamn för olika typer av steglösa automatiska växellådor som används i olika typer av fordon. Kännetecknande för dessa är att de inte har några fasta utväxlingar på grund av att de drivs med någon typ av rem eller band som i vardera änden har remskivor som kan justeras i diameter. Denna justering görs genom att remskivorna är delade på längden i två halvor som kan skjutas ihop eller isär och drivremmen hamnar då i olika lägen som kan varieras steglöst. 
Verkningsgraden hos en CVT är något lägre än i en mekanisk växel, men lägre tillverkningskostnad och möjligheten att låta motorvarvtalet vara konstant vid olika hastigheter kan kompensera en hel del av detta. I sitt enklaste utförande styrs utväxlingen av varvtalet med en centrifugalanordning som är inställd för att få ett konstant motorvarvtal. Modernare varianter anpassar det önskade motorvartalet till gaspådrag och manuella inställningar som föraren kan göra. I de flesta fall finns motorns högsta effekt på ett högre varvtal än det som är mest ekonomiskt att köra på, och en modern CVT väljer därför olika utväxlingar beroende på körsituationen. Vissa personbilar har möjlighet att växla CVT-lådan manuellt i 6 eller 7 förinställda steg.
CVT är ett vanligt val i lättare fordon som mopeder, mindre motorcyklar och snöskotrar. I alla dessa tillämpningar har man fördelen av en automatlåda som har lägre vikt och enklare konstruktion än en manuell växellåda.
En CVT kombineras ofta med en centrifugalkoppling, även om den i princip även kan konstrueras utan koppling. Fördelen med att en centrifugalkoppling används är att motorn kan gå på tomgång medan fordonet står stilla. Vid gaspådrag kopplar sedan centrifugalkopplingen in drivkraft automatiskt. En liknande funktion kan åstadkommas med en elektroniskt styrd koppling.

## Variomaticdrift hos snöskotrar
Principen med två variatorer används uteslutande som automatväxel hos snöskotrar. Den är där som i bilen uppdelad i en primärvariator och en sekundärvariator men är dock inte vakuumstyrd. Gummiremmar används uteslutande i denna typ av automatväxel.
Primärvariatorn har till uppgift att bestämma varvtalet hos motorn. Det vill säga vid vilket inslagsvarv motorn skall börja driva fordonet och bestämma maximalt varvtal för motorn. Detta sköts via centripetallagen. Primärvariatorns beståndsdelar är i princip vikter och två fjäderbelastade remskivor.
Sekundärvariatorns huvuduppgift är att se till att rätt utväxling sker till drivaxeln. Sekundärvariatorn beståndsdelar är i princip två fjäderbelastade remskivor.
Hur det fungerar: När motorns varvtal ökar trycks de två koniska skivorna ihop på primärvariatorn. Detta innebär att remmen dras inåt i sekundärvariatorn och en utväxling sker.